# Josef Peukert

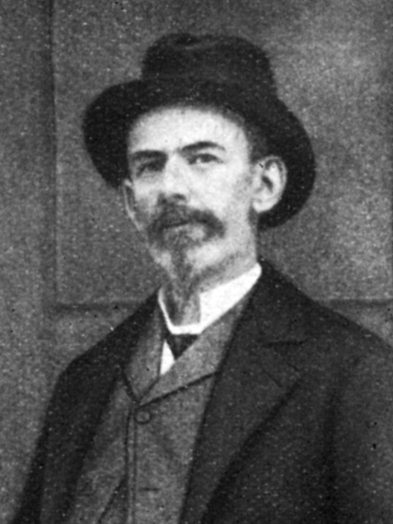
Josef Peukert

Josef Peukert (* 22. Januar 1855 in Albrechtsdorf; † 3. März 1910 in Chicago) war ein österreichischer Anarchist. Bekannt wurde er vor allem für sein autobiografisches Hauptwerk Erinnerungen eines Proletariers aus der revolutionären Arbeiterbewegung, auch wenn diese Erinnerungen von Max Nettlau, als äußerst-skeptisch eingeschätzt wurden.

## Leben
Josef Peukert wuchs in ärmlichen Verhältnissen in Nordböhmen auf. Ab dem sechsten Lebensjahr arbeitete er im Betrieb seines Vaters und mit elf Jahren wurde er aus der Schule genommen. Als 16-Jähriger riss er von zuhause aus und schlug sich in Deutschland mit Gelegenheitsarbeiten durch. In seinen Wanderjahren as junger Zimmermalergeselle war er in der Schweiz und in Frankreich mit anarchistischen Gruppen in Kontakt gekommen. Er wurde 1880 von Frankreich nach England abgeschoben, wo er sich Johann Most anschloss, mit dem er eng zusammenarbeitete.
Er kehrte 1881 nach Wien zurück und beteiligte sich an sozialdemokratischen Arbeitervereinen und wurde später zum kommunistischen Anarchisten. Er übernahm die Redaktion der Zeitschrift Die Zukunft, die vom radikalen Flügel der Sozialisten herausgegeben wurde. Er war auch Redakteur der Herausgeber von der anarchistischen Zeitschrift Der Rebell. Seine Linie der „Propaganda der Tat“, wo er Terror gegen Gesellschaft und Staat forderte, traf auf Begeisterung bei einer breiten Basis der Arbeiterschaft. Tatsächlich fand von 1883 und 1884 in Wien eine Reihe von militanten Aktionen seiner Anhänger gegen Beamten, Industrielle und Banker, die von ihm offen begrüßt wurde.
Er verließ Österreich im Einverständnis mit der Polizei zwei Tage vor der Verhängung des Ausnahmezustandes im Jänner 1884.
Im sogenannten Bruderkrieg wurde er wegen seiner Freundschaft zum Polizeiagenten Theodor Reuß, von Victor Dave für die Festnahme und spätere Verurteilung zu 15 Jahren Zuchthaus von Johann Neve (in der Haft gestorben 1896) verantwortlich gemacht.
In London war er von 1886 bis 1893 Redakteur von Die Autonomie und nach 1889 Mitredakteur von Der Anarchist. In der Autonomie die Victor Adlers Versuche, die österreichischen Sozialisten zu vereinigen, an und bezichtigte diesen, „mit der Polizei unter einer Decke zu stecken“.
Ab 1890 arbeitete er mit Emma Goldman für einige Jahre in New York City.

## Werke
- Erinnerungen eines Proletariers aus der revolutionären Arbeiterbewegung. Verlag Edition AV, Frankfurt/M. 2002, ISBN 3-936049-11-4
- Gerechtigkeit in der Anarchie : fertig OCR (Memento vom 14. September 2011 im Internet Archive)
- Die Zukunft 1879 – 1884 (Wien): fertig Fraktur (kein OCR) (Memento vom 14. September 2011 im Internet Archive)